# Alli Lahtinen
Alli Kyllikki Lahtinen (née Ilomäki le 11 avril 1926 à Korpilahti et morte le 22 mai 1976 à Helsinki) est une femme politique finlandaise,. 

## Biographie
Après avoir fréquenté l'école secondaire à Hyvinkää, elle s'installe à Kotka et  devient journaliste du journal Etenpäin.
Elle travaille ensuite pour le département des services à l'enfance de Kotka et enseigne le finnois et les mathématiques dans une école locale pour adultes.
En 1947, elle épouse le pompier Kaarlo Lahtinen, avec qui elle aura deux fils. 
En 1956, elle obtient un baccalauréat en sciences sociales de l'École des sciences sociales d'Helsinki.
En 1959, Lahtinen est nommé directrice de la protection de l'enfance à Kotka. 
Elle restera à ce poste jusqu'en 1968, date à laquelle elle est nommée directrice générale de la nouvelle Direction nationale des Affaires sociales (fi). 
Dans ce rôle, elle a été la première femme à diriger une agence gouvernementale nationale en Finlande.

## Carrière politique
Alli Lahtinen est conseillère municipale de Kotka de 1954 à 1968.
Alli Lahtinen est ministre des Affaires sociales et de la Santé des gouvernements Liinamaa (13.6.1975 - 30.11.1975) et Aura II (29.10.1971 - 23.2.1972) ainsi que vice-ministre des Affaires sociales et de la Santé du gouvernement Aura I 14.5.1970 - 15.7.1970).

## Vie privée
La relation d'Alli Lahtinen avec le Premier ministre Teuvo Aura a été décrite comme très étroite. 
Le précédent mariage d'Alli Lahtinen échoue au début des années 1970 et c'est un secret public qu'elle est l'amante de Teuvo Aura et qu'ils avaient prévu de se marier dès que le divorce d'Alli Lahtinen serait officiel.
Mais Alĺi Lahtinen décèdera d'un accident vasculaire cérébral juste avant que son divorce ne soit officialisé.